# Carlslunds IP
Cool fotbollsarena i Umeå vid carlundskolab